# Brandentstehungsbild
Brandentstehungsbilder sind von den Einsatzkräften der Feuerwehr und der Polizei unmittelbar nach Eintreffen an einer Brandstelle angefertigten Lichtbilder.
Die Schwierigkeit bei der Brandursachenermittlung, die von der Kriminalpolizei durchgeführt wird, besteht unter anderem darin, den Brandherd oder Brandausgangspunkt ausfindig zu machen.
Erst wenn der Brandherd festgestellt wurde, kann dort nach einer Ursache weitergeforscht werden.
Daher werden die eingesetzten Polizeibeamten oder Feuerwehrleute gebeten, Lichtbilder von dem Brand sofort nach ihrem Eintreffen zu fertigen. Dabei hat jedoch stets die Menschenrettung beziehungsweise die Rettung von Sachgütern Vorrang.
Durch das Anfertigen solcher Brandentstehungsbilder können nicht nur die Ermittlungskosten erheblich gesenkt werden, sondern der Geschädigte gelangt durch diese Zeitersparnis schneller an eine eventuelle Entschädigung.
Brandentstehungsbilder werden mit einer Foto- oder Handykamera, einer Videokamera oder fest eingebauten Kameras, wie zum Beispiel öffentlichen Überwachungskameras, erstellt.